# 羅斯巴德鎮區 (北達科他州巴恩斯縣)
羅斯巴德鎮區（英語：Rosebud Township）是位於美國北達科他州巴恩斯縣的一個鎮區。

## 地方資料
羅斯巴德鎮區的面積為90.67平方千米，當中陸地面積為90.47平方千米，而水域面積為0.20平方千米。根據2010年美國人口普查的數據，當地共有人口55人，而人口密度為每平方千米0.61人。